# Yankuang Energy Group Company
Yankuang Energy Group, ранее известная как Yanzhou Coal Mining Company (кит. 兗州煤業公司, «Яньчжоуская угледобывающая компания») — крупная китайская угледобывающая компания. Также Yankuang Energy Group имеет интересы в углехимии, добыче калийной соли, железнодорожных перевозках, тепловой генерации, поставках клиентам электроэнергии и тепла, производстве химической продукции, оборудования для добычи угля и землеройных работ.
Штаб-квартира компании расположена в Цзоучэне, провинция Шаньдун. Родительская компания — Shandong Energy Group. 

## История
Основана в 1973 году в провинции Шаньдун как государственное угольное предприятие, в сентябре 1997 года переформатирована в акционерную компанию. Летом 2020 года материнская Yankuang Group объединилась с государственной Shandong Energy Group; в декабре 2021 года компания сменила название с Yanzhou Coal Mining Company Limited на Yankuang Energy Group Company Limited. В 2024 году компания заняла 514-е место в рейтинге Forbes Global 2000.

## Деятельность
По итогам 2023 года основные продажи Yankuang Energy Group пришлись на уголь (68 %), углехимию, электроэнергетику и теплоснабжение (19,9 %), торговлю (6,9 %), финансовые услуги (0,9 %), производство промышленного оборудования (0,5 %) и железнодорожные перевозки (0,3 %). Основными рынками сбыта были Китай (72,4 %) и Австралия (27,5 %).

## Акционеры
Акции компании обращаются на Шанхайской, Гонконгской и Нью-Йоркской биржах. Крупнейшими акционерами Yankuang Energy Group являются Комитет по контролю и управлению государственным имуществом провинции Шаньдун (23,95 %), The Vanguard Group (3,01 %), BlackRock (2,6 %), E Fund Management (1,63 %), China Southern Asset Management (1,49 %) и Zhong Ou Asset Management (1,07 %).